# وهبي خزري
وهبي خزري (بالفرنسية: Wahbi Khazri)‏ من مواليد 8 فبراير 1991 في أجاكسيو، كورسيكا، فرنسا. هو لاعب كرة قدم دولي تونسي يلعب حاليًا كلاعب خط وسط مهاجم أو مهاجم لفريق نادي مونبلييه ومنتخب تونس.
تدرب الخزري في نادي باستيا منذ عام 2004، وظهر لأول مرة احترافيًا هناك في عام 2009 وسرعان ما أصبح أساسيا في الفريق الذي شهد معه الصعود من الدوري الفرنسي الدرجة الثالثة إلى الدوري الفرنسي الدرجة الثانية في عام 2011، ثم الصعود إلى الدوري الفرنسي في عام 2012. ترك نادي باستيا في 2014 وقضى موسمين في جيروندان بوردو. في عام 2016، انتقل لنادي سندرلاند في الدوري الإنجليزي الممتاز. كان موسمه الأول متوسطًا وتم إعارته إلى ستاد رين خلال موسم 2017–2018. اجتذب موسمه الجيد في رين (11 هدفًا في 29 مباراة) انتباه ناديه الحالي نادي سانت إتيان، والذي تعاقد معه في يوليو 2018.
وهبي خزري هو أيضًا قائد المنتخب التونسي، الذي ارتدى قميصه 74 مرة وسجل 25 هدفًا منذ 2013. شارك خزري مع المنتخب التونسي في خمس نسخ من كأس الأمم الأفريقية (2013، 2015، 2017، 2019، 2021) وشارك في كأس العالم 2018 و‌2022.

## مسيرته الكروية

### نادي باستيا
بدأ وهبي خزري، وهو من مواليد أجاكسيو، مسيرته الكروية مع فريق جي آس أجاكسيو المحلي قبل الانتقال إلى نادي باستيا. تلقى أول استدعاء له مع الفريق الأول لمباراتهم ضد نادي أميان في 20 فبراير 2009. ظهر لأول مرة في تلك المباراة كبديل في الدقيقة 85 مع لودوفيك غينست. سجل الفريق هدف الفوز بعد دقيقة واحدة ليفوز بالمباراة 1–0.
سجل هدفه الأول في 13 مارس 2009، في فوز 1–0 على نادي مونبلييه في الدقائق الأخيرة من المباراة. وسرعان ما أثبت نفسه هدافًا، وسجل مرة أخرى بعد أسبوعين في الفوز 3–1 على نادي فان. سجل مرة أخرى، هذه المرة في اليوم الأخير من الموسم ضد نادي تروا في فوز 2–1.

### جيروندان بوردو
في 1 يوليو 2014، وقع عقد لمدة أربع مواسم مع جيروندان بوردو. لعب مباراته الأولى بألوانه الجديدة في 9 أغسطس 2014، في اليوم الأول من موسم 2014–15 نادي مونبلييه، فاز بوردو 1–0 في ذلك اليوم. سجل هدفه الأول في ظهوره الثاني مع النادي، في الجولة التالية ضد نادي موناكو في 17 أغسطس. سجل هدفه من ركلة جزاء تسبب بها بنفسه، وبالتالي شارك في فوز ناديه 4–1.
في 28 سبتمبر 2014، سجل الهدف رقم جيروندان بوردو في تاريخ جيروندان. كان موسمه الأول في الفريق ناجحًا: فقد تمكن من الفوز في الفريق كمبتدئ وسجل تسعة أهداف في 32 مباراة بالدوري. سجل هدفه الأول في موسم 2015–16، في أول مباراة له ضد ستاد ريمس في 9 أغسطس 2015 (خسر بنتيجة 2–1). في 11 سبتمبر سجل هدفاً في مباراة شديدة التوتر ضد زعيم البطولة باريس سان جيرمان. تمكن من أخذ الكرة من قدمي كيفين تراب، حارس المرمى المنافس، حتى لو انتهت المباراة بالتعادل 2–2.

### نادي سندرلاند
في 30 يناير 2016، انضم وهبي خزري إلى نادي سندرلاند الناشط في الدوري الإنجليزي الممتاز في عقد مدته أربع سنوات ونصف مقابل رسوم غير معلنة. سجل خزري هدفه الأول مع نادي سندرلاند ضد مانشستر يونايتد في 13 فبراير 2016، وافتتح التسجيل بضربة حرة مباشرة تغلبت على دافيد دي خيا. صنع خزري في وقت لاحق هدف لزميلة لامين كوني في الدقيقة 82 من ركلة ركنية، حيث فاز سندرلاند 2–1.
في 7 مايو 2016، سجل خزري هدف في الفوز 3–2 على نادي تشيلسي عندما اقترب فريق المدرب سام ألاردايس من ضمان البقاء في الدوري الإنجليزي الممتاز. كتب ريتشارد مينير من صحيفة صدى سندرلاند «كان معدل عمله هائلاً، حيث ضغط واستقصى دفاع نادي تشيلسي وتسبب في مشاكل من الركلات الثابتة، لقد استعاد مستواه في الوقت المناسب».
في 31 أغسطس 2017، عاد خزري إلى الدوري الفرنسي، حيث تمت إعارته لموسم كامل لصالح ستاد رين. تم طرده في 14 أكتوبر في خسارة ديربي بريتون 2–0 ضد نادي غانغون، وحصل على بطاقتين صفراوين للمعارضة في غضون عشر ثوان. ساعدت أهدافه التسعة النادي على الوصول إلى المركز الخامس والتأهل إلى الدوري الأوروبي.

### نادي سانت إتيان

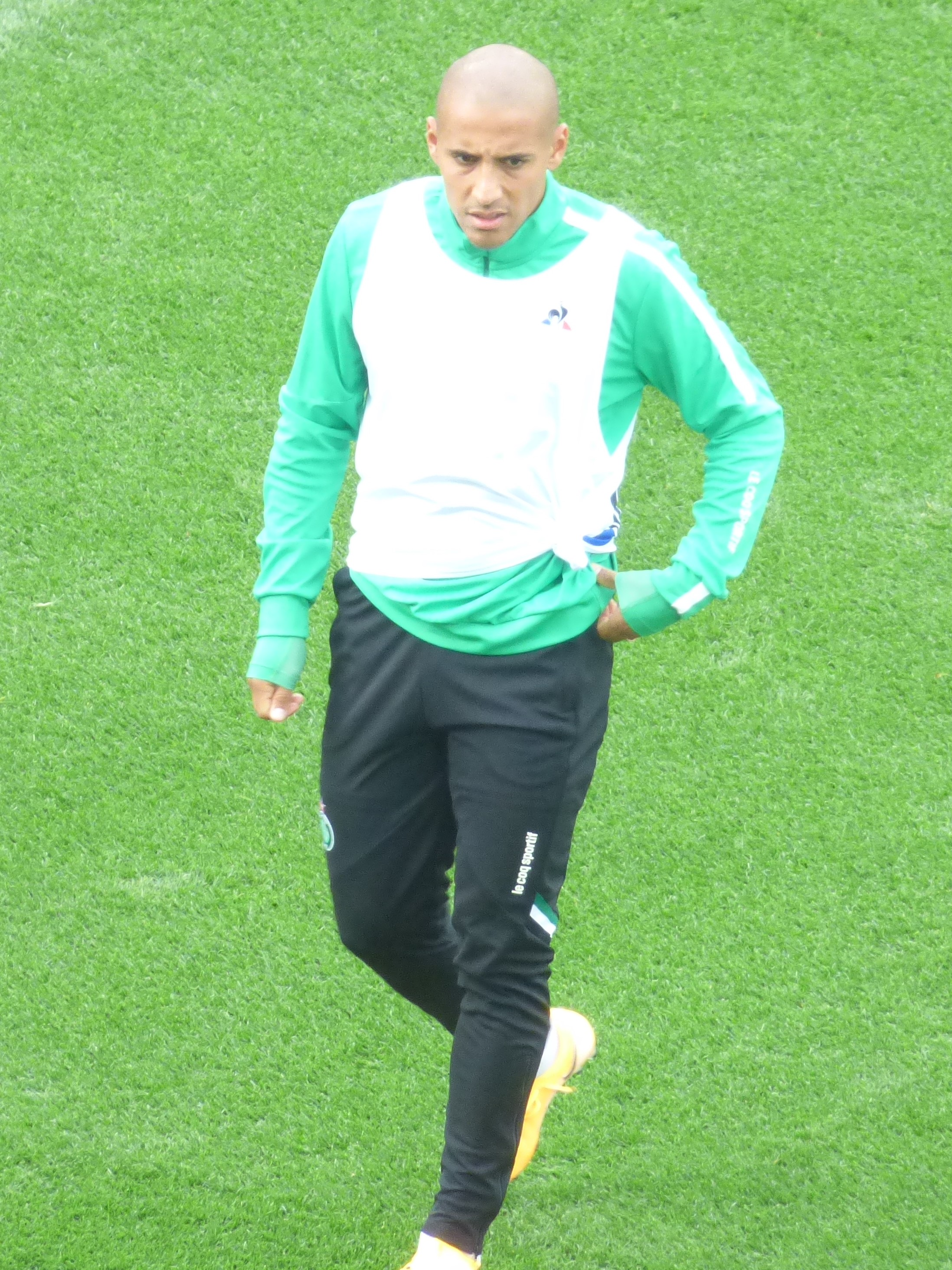
وهبي خزري أثناء مباراة سانت إتيان ضد نادي لانس، لحساب الجولة 16 من الدوري الفرنسي 2020–21 يوم 3 أكتوبر 2020 في ملعب بولار دولولي.

في 17 يوليو 2018، انتقل إلى نادي سانت إتيان لمدة أربع سنوات واختار ارتداء رقم 10. لعب خزري أول مباراة له مع الخضر في اليوم الأول من الدوري الفرنسي في 11 أغسطس 2018 ضد نادي غانغون في ملعب جوفروا غيشار، وفي ذلك اليوم سجل أيضًا هدفه الأول بألوانه الجديدة، افتتح التسجيل من تسديدة على يسار لويك ديوني، فاز سانت إتيان بنتيجة 2–1 في المباراة. في 28 سبتمبر، أثناء اليوم الثامن من الدوري الفرنسي، قدم خزري أداءً رئعا على أرضه ضد نادي موناكو، وسجل هدفين في المباراة، وبذلك حقق أول ثنائية له مع سانت إتيان.
في 12 يناير 2019، بينما سافر الفريق إلى ملعب رودورو لمواجهة نادي غانغون مرة أخرى، سجل وهبي خزري الهدف الوحيد في المباراة من ركلة حرة مباشرة على مستوى الأرض، وخدع حارس المرمى الخصم مارك أورييل كايارد. يتيح له هذا الإنجاز رفع إجمالي أهدافه إلى عشر أهداف، وهي درجة لم يحققها من قبل في موسم واحد في الدوري. كان النصف الثاني من الموسم أقل تألقًا، لكنه مع ذلك أنهى موسم 2018–19 بتسجيل ثلاثة عشر هدفًا، مما جعله أفضل هدافي فريقه في هذا الموسم.
بدأ موسم 2019–20 ببداية صعبة لخزري، إذا كان هو الممر الحاسم لرومان حمومة خلال فوز نادي ديجون 1–2. حتى الجولة الحادية عشر في 27 أكتوبر ضد نادي أميان، سجل هدفه الأول هذا الموسم، ولكن ليس كافيا للفوز إذ انتهت المباراة بالتعادل 2–2. بسبب الحالة المالية للنادي، تم وضعه على قائمة اللاعبين الغير مرغوب فيهم من قبل كلود بويل خلال موسم 2020–21. ومع ذلك، على الرغم من الاتصالات من طرابزون سبور وصيف الدوري التركي الممتاز 2019–20، لم يتمكن النادي من بيعه. لذلك أعيد إلى المجموعة بمباراة أولى ضد نادي لانس، حيث حصل على بطاقة حمراء بعد تدخل متأخر. سجل هدفه الأول هذا الموسم من ركلة جزاء ضد نادي ليل في 29 نوفمبر وانتهت المباراة بالتعادل 1–1. تم تقليل وقت لعبه مقارنة بالمواسم السابقة، ولكن من خلال المثابرة تمكن من استعادة مركزه، في 11 أبريل 2021 أحرز أول هاتريك في مسيرته إثر الفوز 4–1 على جيروندان بوردو، كما أن هذه المباراة رقم 200 له في الدوري الفرنسي.
خلال موسم 2021–22، في 30 أكتوبر 2021، خلال رحلة لمواجهة نادي ميتز، سجل هدفه السابع هذا الموسم في الدوري الفرنسي بتسديدة من 68 مترًا، وهو أبعد هدف في الدوري منذ عام 2006، وهو الموسم الأول حيث يتم قياس مسافة الأهداف.

## مسيرته الدولية

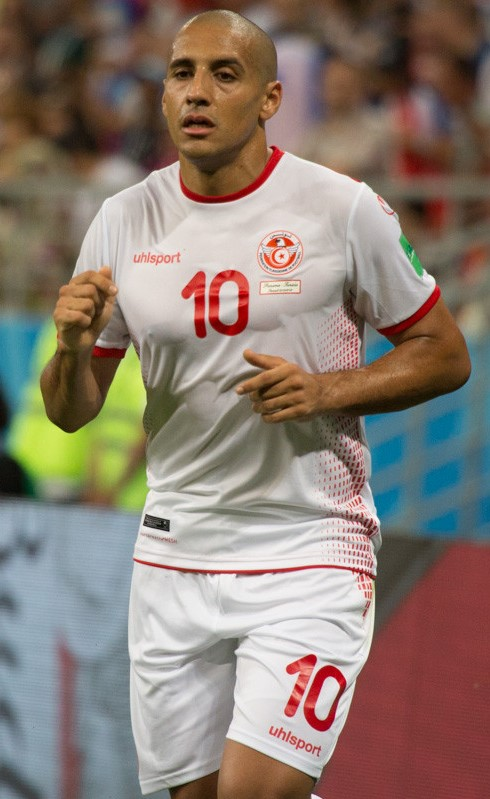
وهبي خزري مع تونس في كأس العالم 2018 ضد بنما في موردوفيا أرينا، سارانسك.

في عام 2009، ظهر وهبي خزري لأول مرة ضمن منتخب تونس تحت 20 سنة. ومع ذلك، في نوفمبر 2011، استدعاه أريك مونبيرست في منتخب فرنسا تحت 21 عامًا في تصفيات بطولة يويفا تحت 21 سنة الأوروبية لكرة القدم 2013 ضد رومانيا وسلوفاكيا. في فبراير 2012، لعب مباراته الأولى والوحيدة مع المنتخب الفرنسي ضد إيطاليا، قبل أن يحل محله فريدريك بولوت.
في ديسمبر 2012، اختار وهبي خزري اللعب لصالح منتخب تونس ولعب مباراته الأولى في 7 يناير 2013 ضد إثيوبيا في إطار مباراة ودية. تم إستدعائه ضمن قائمة اللاعبين الـ23 الذين اختارهم سامي الطرابلسي في كأس الأمم الأفريقية 2013 في جنوب أفريقيا، تم إقصاء تونس من دور المجموعات. سجل هدفه الأول مع تونس في 23 مارس 2013، من ركلة حرة مباشرة ضد سيراليون في تصفيات كأس العالم 2014.
في يناير 2015، يتم إستدعائه مرة أخرى من قبل جورج ليكنز للقائمة المشاركة في كأس الأمم الأفريقية 2015 التي أقيمت في غينيا الاستوائية، والتي لم يسجل خلالها أي هدف، تم إقصاء تونس من الربع النهائي ضد غينيا الاستوائية المضيفة، بعد هزيمة مثيرة للجدل 1–2 في الأشواط الإضافية. استدعاه هنري كاسبرتشاك للقائمة المشاركة في كأس الأمم الأفريقية 2017، سجل هدفه الأول في نهائيات كأس الأمم الأفريقية ضد زيمبابوي وصنع هدفا لنعيم سليتي في ذات المباراة، تم إقصاء تونس من الربع النهائي مرة أخرى على يد بوركينا فاسو بنتيجة 0–2 في الوقت الأصلي.
ثم شارك مع زملائه في تصفيات كأس العالم 2018 بقيادة المدرب نبيل معلول حيث لعب وهبي خزري 6 مباريات وسجل هدفين. في 11 نوفمبر 2017، تأهل المنتخب التونسي لخوض كأس العالم 2018 بعد 12 عاما من الغياب. في النهائيات كان خزري أساسيا وقائدا للمنتخب، خسر المباراة الأولى ضد إنجلترا 1–2 في آخر دقيقة من المباراة، في المباراة الثانية صنع هدفا لديلان برون وسجل هدف في آخر المباراة رغم الهزيمة 2–5، في المباراة الأخيرة ضد بنما، سجل خزري هدفا وصنع آخرا لزميلة فخر الدين بن يوسف، أصبح خزري أول لاعب تونسي يسجل هدفين في كأس العالم.
استدعاه ألان جيراس للقائمة المشاركة في كأس الأمم الأفريقية 2019، سجل هدفا من ركلة حرة مباشرة ضد منتخب مالي في ملعب السويس، انتهت المباراة بالتعادل 1–1، تم إقصاء المنتخب التونسي من النصف النهائي أمام السنغال بنتيجة 0–1 في الأشواط الإضافية. في 15 نوفمبر 2019 أثناء المباراة الثانية من تصفيات كأس الأمم الأفريقية 2021 ضد ليبيا، لأول مرة في مسيرته الدولية يسجل وهبي خزري هدفين في مباراة واحدة، مساهما في فوز فريقه 4–1. في 7 أكتوبر 2021، أثناء المباراة الثالثة من تصفيات كأس العالم 2022 ضد موريتانيا، سجل هدفه رقم 22 محطما رقم فرانسيلودو سانتوس (الذي سجل 21 هدافا)، ليصبح ثاني هدافي منتخب تونس خلف عصام جمعة (الذي سجل 36 هدفا).

## الإحصائيات

### النادي
آخر تحديث 3 أكتوبر 2021.
| النادي           | الموسم         | الدوري         | الدوري | الدوري | الكأس | الكأس | كأس الدوري | كأس الدوري | أوروبا | أوروبا | المجموع | المجموع |
| النادي           | الموسم         | الدرجة         | لعب    | سجل    | لعب   | سجل   | لعب        | سجل        | لعب    | سجل    | لعب     | سجل     |
| ---------------- | -------------- | -------------- | ------ | ------ | ----- | ----- | ---------- | ---------- | ------ | ------ | ------- | ------- |
| نادي باستيا      | 2008–09        | الدرجة 2       | 12     | 3      | 0     | 0     | 0          | 0          | —      | —      | 12      | 3       |
| نادي باستيا      | 2009–10        | الدرجة 2       | 31     | 2      | 0     | 0     | 1          | 0          | —      | —      | 32      | 2       |
| نادي باستيا      | 2010–11        | الدرجة الوطنية | 34     | 4      | 0     | 0     | 4          | 1          | —      | —      | 38      | 5       |
| نادي باستيا      | 2011–12        | الدرجة 2       | 33     | 9      | 2     | 1     | 0          | 0          | —      | —      | 35      | 10      |
| نادي باستيا      | 2012–13        | الدرجة 1       | 29     | 7      | 0     | 0     | 3          | 0          | —      | —      | 32      | 7       |
| نادي باستيا      | 2013–14        | الدرجة 1       | 32     | 6      | 1     | 1     | 1          | 0          | —      | —      | 34      | 7       |
| نادي باستيا      | المجموع        | المجموع        | 171    | 31     | 3     | 2     | 9          | 1          | —      | —      | 183     | 34      |
| جيروندان بوردو   | 2014–15        | الدرجة 1       | 32     | 9      | 1     | 0     | 1          | 0          | —      | —      | 34      | 9       |
| جيروندان بوردو   | 2015–16        | الدرجة 1       | 20     | 5      | 1     | 0     | 1          | 0          | 8      | 1      | 30      | 6       |
| جيروندان بوردو   | المجموع        | المجموع        | 52     | 14     | 2     | 0     | 2          | 0          | 8      | 1      | 64      | 15      |
| نادي سندرلاند    | 2015–16        | الدوري الممتاز | 14     | 2      | 0     | 0     | 0          | 0          | —      | —      | 14      | 2       |
| نادي سندرلاند    | 2016–17        | الدوري الممتاز | 21     | 1      | 0     | 0     | 2          | 0          | —      | —      | 23      | 1       |
| نادي سندرلاند    | 2017–18        | دوري البطولة   | 3      | 0      | 0     | 0     | 2          | 0          | —      | —      | 5       | 0       |
| نادي سندرلاند    | المجموع        | المجموع        | 38     | 3      | 0     | 0     | 4          | 0          | —      | —      | 42      | 3       |
| ستاد رين (إعارة) | 2017–18        | الدرجة 1       | 24     | 9      | 1     | 0     | 4          | 2          | —      | —      | 29      | 11      |
| نادي سانت إتيان  | 2018–19        | الدرجة 1       | 32     | 13     | 2     | 1     | 1          | 0          | —      | —      | 35      | 14      |
| نادي سانت إتيان  | 2019–20        | الدرجة 1       | 16     | 3      | 3     | 1     | 1          | 0          | 3      | 2      | 23      | 6       |
| نادي سانت إتيان  | 2020–21        | الدرجة 1       | 22     | 7      | 1     | 0     | —          | —          | —      | —      | 23      | 7       |
| نادي سانت إتيان  | 2021–22        | الدرجة 1       | 9      | 4      | 0     | 0     | —          | —          | —      | —      | 9       | 4       |
| نادي سانت إتيان  | المجموع        | المجموع        | 79     | 27     | 6     | 2     | 2          | 0          | 3      | 2      | 90      | 31      |
| المجموع الجملي   | المجموع الجملي | المجموع الجملي | 364    | 84     | 12    | 4     | 21         | 3          | 11     | 3      | 408     | 93      |

### المنتخب
آخر تحديث 16 نوفمبر 2021. 
| تونس    |           |         |
| السنة   | المباريات | الأهداف |
| 2013    | 7         | 2       |
| 2014    | 6         | 3       |
| 2015    | 9         | 3       |
| 2016    | 5         | 2       |
| 2017    | 7         | 1       |
| 2018    | 8         | 3       |
| 2019    | 11        | 5       |
| 2020    | 4         | 0       |
| 2021    | 8         | 3       |
| 2022    | 4         | 2       |
| المجموع | 69        | 24      |

#### الأهداف الدولية
| رقم | التاريخ        | المكان                              | الخصم            | النتيجة | الهدف | المنافسة                        |
| --- | -------------- | ----------------------------------- | ---------------- | ------- | ----- | ------------------------------- |
| 1.  | 23 مارس 2013   | الملعب الأولمبي برادس، رادس، تونس   | سيراليون         | 2–0     | 2–1   | تصفيات كأس العالم 2014          |
| 2.  | 14 أغسطس 2013  | الملعب الأولمبي برادس، رادس، تونس   | الكونغو          | 1–0     | 3–0   | مباراة ودية                     |
| 3.  | 5 مارس 2014    | ملعب آر سي دي إي، برشلونة، إسبانيا  | كولومبيا         | 1–1     | 1–1   | مباراة ودية                     |
| 4.  | 6 سبتمبر 2014  | ملعب مصطفى بن جنات، المنستير، تونس  | بوتسوانا         | 1–1     | 2–1   | تصفيات كأس الأمم الأفريقية 2015 |
| 5.  | 19 نوفمبر 2014 | ملعب مصطفى بن جنات، المنستير، تونس  | مصر              | 2–1     | 2–1   | تصفيات كأس الأمم الأفريقية 2015 |
| 6.  | 11 يناير 2015  | الملعب الأولمبي برادس، رادس، تونس   | الجزائر          | 1–1     | 1–1   | مباراة ودية                     |
| 7.  | 9 أكتوبر 2015  | الملعب الأولمبي برادس، رادس، تونس   | الغابون          | 3–1     | 3–3   | مباراة ودية                     |
| 8.  | 13 نوفمبر 2015 | الملعب الأولمبي، نواكشوط، موريتانيا | موريتانيا        | 1–1     | 2–1   | تصفيات كأس العالم 2018          |
| 9.  | 4 سبتمبر 2016  | ملعب مصطفى بن جنات، المنستير، تونس  | ليبيريا          | 1–0     | 4–1   | تصفيات كأس الأمم الأفريقية 2017 |
| 10. | 11 نوفمبر 2016 | ملعب عمر حمادي، بولوغين، الجزائر    | ليبيا            | 1–0     | 1–0   | تصفيات كأس العالم 2018          |
| 11. | 23 يناير 2017  | ملعب الصداقة، ليبرفيل، الغابون      | زيمبابوي         | 4–1     | 4–2   | كأس الأمم الأفريقية 2017        |
| 12. | 27 مارس 2018   | أليانز ريفييرا، نيس، فرنسا          | كوستاريكا        | 1–0     | 1–0   | مباراة ودية                     |
| 13. | 23 يونيو 2018  | أوتكريتيي أرينا، موسكو، روسيا       | بلجيكا           | 2–5     | 2–5   | كأس العالم 2018                 |
| 14. | 28 يونيو 2018  | موردوفيا أرينا، سرانسك، روسيا       | بنما             | 2–1     | 2–1   | كأس العالم 2018                 |
| 15. | 7 يونيو 2019   | الملعب الأولمبي برادس، رادس، تونس   | العراق           | 1–0     | 2–0   | مباراة ودية                     |
| 16. | 28 يونيو 2019  | ملعب السويس، السويس، مصر            | مالي             | 1–1     | 1–1   | كأس الأمم الأفريقية 2019        |
| 17. | 15 نوفمبر 2019 | الملعب الأولمبي برادس، رادس، تونس   | ليبيا            | 1–0     | 4–1   | تصفيات كأس الأمم الأفريقية 2021 |
| 18. | 15 نوفمبر 2019 | الملعب الأولمبي برادس، رادس، تونس   | ليبيا            | 4–1     | 4–1   | تصفيات كأس الأمم الأفريقية 2021 |
| 19. | 19 نوفمبر 2019 | ملعب مالابو الجديد، مالابو          | غينيا الاستوائية | 1–0     | 1–0   | تصفيات كأس الأمم الأفريقية 2021 |
| 20. | 3 سبتمبر 2021  | الملعب الأولمبي برادس، رادس، تونس   | غينيا الاستوائية | 3–0     | 3–0   | تصفيات كأس العالم 2022          |
| 21. | 7 سبتمبر 2021  | ملعب ليفي مواناواسا، ندولا، زامبيا  | زامبيا           | 1–0     | 2–0   | تصفيات كأس العالم 2022          |
| 22. | 7 أكتوبر 2021  | الملعب الأولمبي برادس، رادس، تونس   | موريتانيا        | 2–0     | 3–0   | تصفيات كأس العالم 2022          |
| 23. | 16 يناير 2022  | ملعب ليمبي، ليمبي، الكاميرون        |                  | 2–0     | 4–0   | كأس الأمم الأفريقية 2021        |
| 24. | 16 يناير 2022  | ملعب ليمبي، ليمبي، الكاميرون        |                  | 3–0     | 4–0   | كأس الأمم الأفريقية 2021        |

## الإنجازات

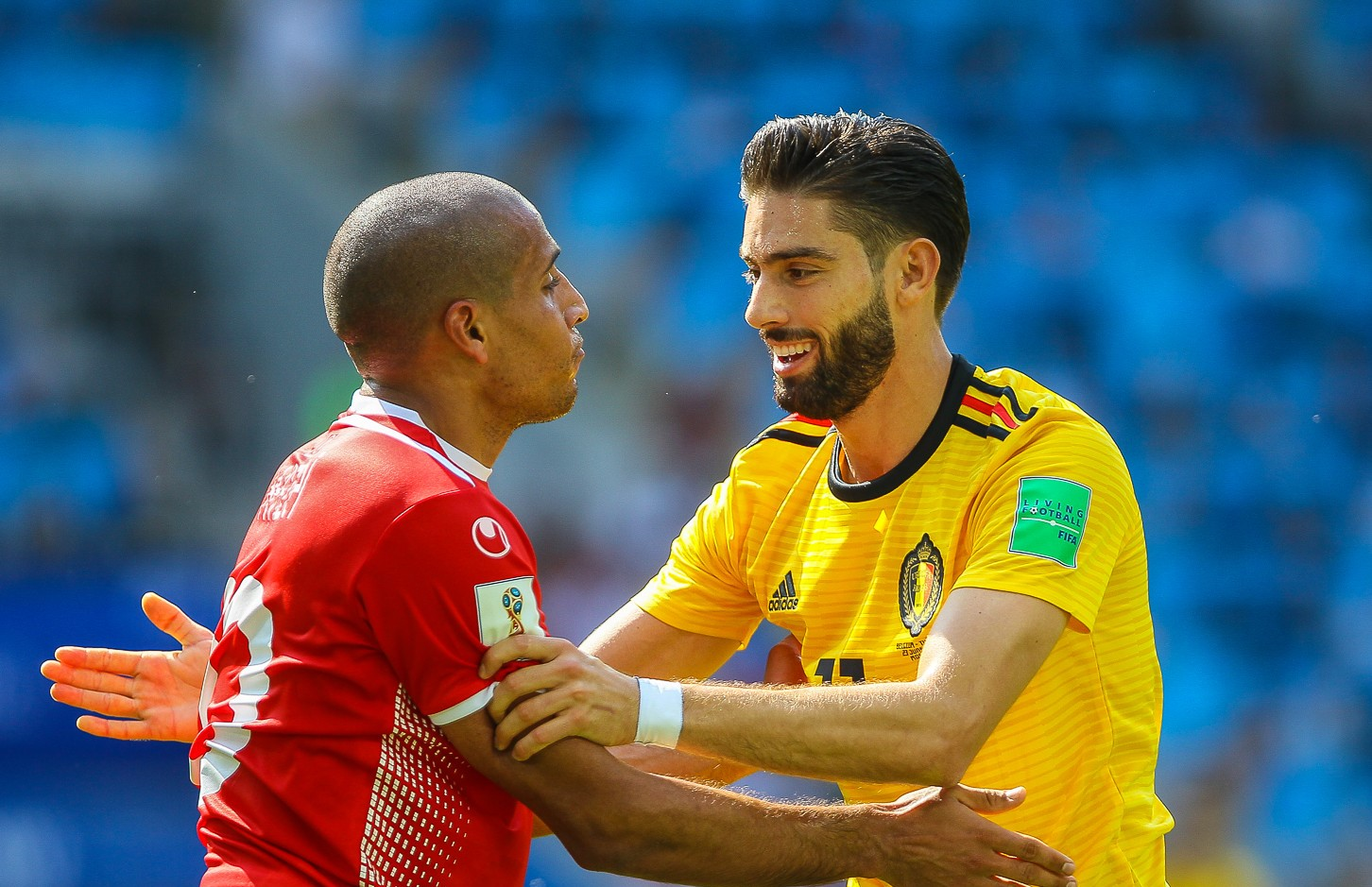
وهبي خزري مع يانيك فيريرا كاراسكو في مباراته ضد بلجيكا في كأس العالم 2018

### النادي
نادي باستيا
- الدوري الفرنسي الدرجة الثالثة: 2010–11
- الدوري الفرنسي الدرجة الثانية: 2011–12

نادي سانت إتيان
- كأس فرنسا: الوصيف 2019–20

### الفردية
- تشكيلة الموسم في الدوري الفرنسي الدرجة الثانية: 2011–12.[35]
- لاعب الشهر في الدوري الفرنسي: 2018–19.[36]
- أفضل لاعب كرة قدم تونسي في السنة: 2018.[37][38][39]

## روابط خارجية
- وهبي خزري على موقع الاتحاد الدولي (مؤرشف)  (الإنجليزية)
- وهبي خزري على موقع الاتحاد الأوربي (الإنجليزية)
- وهبي خزري على موقع رابطة كرة القدم الفرنسية للمحترفين (الإنجليزية)
- وهبي خزري على موقع إي إس بي إن إف سي (الإنجليزية)
- وهبي خزري على موقع قاعدة بيانات كرة القدم.إي يو (الإنجليزية)
- وهبي خزري على موقع بيانات كرة القدم. دي إي (الألمانية)
- وهبي خزري على موقع ليكيب (الفرنسية)
- وهبي خزري على موقع ناشيونال فوتبول تيمز (الإنجليزية)
- وهبي خزري على موقع Soccerbase.com (لاعب) (الإنجليزية)
- وهبي خزري على موقع Soccerway.com (الإنجليزية)